# Felipe Pérez Roque
Felipe Ramón Pérez Roque (Havana, 28 de março de 1965) é um político cubano.

## Carreira política
A carreira política de Pérez Roque (apelidado pelos cubanos el Perro) começou no tempo da universidade, onde se formou em engenharia eletrônica, com a participação de estudantes de organizações ligadas ao movimento castrista. O jovem se juntou ao pessoal de Fidel Castro, trabalhou no Conselho de Estado, e foi inserido no comitê central do Partido Comunista de Cuba.
Em 1999, foi escolhido como ministro de relações exteriores, no lugar de Roberto Robaina: no momento de sua nomeação, foi o ministro cubano mais jovem e o único que nasceu depois de 1959, ano do triunfo da Revolução Cubana.
Nesta capacidade, não poupou críticas à administração Bush, acusado de ter apertado ainda mais o embargo a Cuba. Além disso, Pérez Roque é o principal responsável para a aproximação entre Cuba e China, e tornou-se o promotor de uma aliança militar entre dois países, assinado em 2001.
Pérez Roque foi demitido como ministro de relações exteriores em 2 de março de 2009 pelo presidente Raúl Castro por ter traído a revolução e foi substituído por Bruno Rodriguez, que anteriormente era seu vice.